# Wish You Were Here (nummer)
Wish You Were Here is het vierde lied van het gelijknamige conceptalbum van Pink Floyd dat in 1975 is verschenen. Het lied verwijst naar Syd Barrett en hoe hij de band verliet.

## Compositie
Het oorspronkelijke lied op het album begint met het zoeken naar een radiozender (waar Have a Cigar eindigde), waar men onder andere langs een gesprek tussen een man en vrouw komt en een stukje van de Vierde Symfonie van Pjotr Iljitsj Tsjaikovski, waarna het zoeken eindigt op een zender waar het eigenlijke lied net begint. Gilmour speelt dan de intro op de gitaar. Deze intro is zo bewerkt, dat het klinkt alsof de luisteraar het lied door een oude radio hoort. Op 0:59 begint dan een andere gitaar door het lied heen te spelen; alsof een luisteraar met de radio meespeelt, waarna Gilmour begint met zingen op 1:36.
Aan het einde van het nummer wordt de intro herhaald (een element dat telkens in het lied terugkomt), nu echter gespeeld op een akoestische gitaar, waarna de muziek langzaam vervaagt en een wind die steeds harder waait opkomt, welke uiteindelijk overloopt in het zesde deel van het vijfde en laatste nummer op het album, Shine On You Crazy Diamond.

## Bezetting
- Roger Waters - basgitaar
- David Gilmour - akoestische gitaar, zang en achtergrondzang
- Richard Wright - Steinway piano, Minimoog
- Nick Mason - drumstel
- Stéphane Grappelli - viool (De viool wordt bespeeld in het laatste deel van het lied. Grappelli heeft geen credits gekregen op het album zelf, omdat zijn bijdrage nauwelijks hoorbaar is op het uiteindelijke lied. Hij heeft wel de £300 gekregen die hem was beloofd.)[1]

## Hitnoteringen

### NPO Radio 2 Top 2000
| Nummer met noteringen in de NPO Radio 2 Top 2000 | '00 | '01 | '02 | '03 | '04 | '05 | '06 | '07 | '08 | '09 | '10 | '11 | '12 | '13 | '14 | '15 | '16 | '17 | '18 | '19 | '20 | '21 | '22 | '23 | '24 |
| ------------------------------------------------ | --- | --- | --- | --- | --- | --- | --- | --- | --- | --- | --- | --- | --- | --- | --- | --- | --- | --- | --- | --- | --- | --- | --- | --- | --- |
| Wish You Were Here                               | 45  | 25  | 29  | 20  | 21  | 16  | 8   | 14  | 12  | 9   | 6   | 7   | 6   | 6   | 6   | 9   | 9   | 7   | 5   | 10  | 9   | 13  | 11  | 11  | 12  |

1. ↑  Een vetgedrukt getal geeft de hoogste notering aan.
2. ↑  2000 was het eerste jaar met een notering voor dit nummer.

### Evergreen Top 1000
| Evergreen Top 1000 "Wish You Were Here" | Evergreen Top 1000 "Wish You Were Here" | Evergreen Top 1000 "Wish You Were Here" | Evergreen Top 1000 "Wish You Were Here" | Evergreen Top 1000 "Wish You Were Here" | Evergreen Top 1000 "Wish You Were Here" | Evergreen Top 1000 "Wish You Were Here" | Evergreen Top 1000 "Wish You Were Here" | Evergreen Top 1000 "Wish You Were Here" | Evergreen Top 1000 "Wish You Were Here" | Evergreen Top 1000 "Wish You Were Here" | Evergreen Top 1000 "Wish You Were Here" | Evergreen Top 1000 "Wish You Were Here" | Evergreen Top 1000 "Wish You Were Here" | Evergreen Top 1000 "Wish You Were Here" | Evergreen Top 1000 "Wish You Were Here" | Evergreen Top 1000 "Wish You Were Here" |
| Jaar                                    | 2008                                    | 2009                                    | 2010                                    | 2011                                    | 2012                                    | 2013                                    | 2014                                    | 2015                                    | 2016                                    | 2017                                    | 2018                                    | 2019                                    | 2020                                    | 2021                                    | 2022                                    | 2023                                    |
| --------------------------------------- | --------------------------------------- | --------------------------------------- | --------------------------------------- | --------------------------------------- | --------------------------------------- | --------------------------------------- | --------------------------------------- | --------------------------------------- | --------------------------------------- | --------------------------------------- | --------------------------------------- | --------------------------------------- | --------------------------------------- | --------------------------------------- | --------------------------------------- | --------------------------------------- |
| Positie                                 | -                                       | -                                       | -                                       | -                                       | -                                       | -                                       | -                                       | -                                       | -                                       | 68                                      | 30                                      | 38                                      | 24                                      | 25                                      | 26                                      | 29                                      |

## Voetnoten
1. ↑   Blake, Mark (2008). Comfortably Numb: The Inside Story of Pink Floyd. Thunder's Mouth Press, Cambridge, Massachusetts, "Riding the Gravy Train", 230. ISBN 978-1-56858-383-9 "Roy Harper wasn't the only special guest, or old friend to drop by the sessions. When it was discovered that classical violinists Yehudi Menuhin and Stephane Grappelli were recording a duet at Abbey Road, [David] Gilmour suggested Grappelli come in and play a final violin coda to the song 'Wish You Were Here'. Grappelli haggled over his fee but finally settled at £300. In the end, his playing is virtually inaudible on the final mix. 'It was terrific fun, though,' recalled Gilmour. 'Avoiding his wandering hands.'"